# Vol Midwest Express Airlines 105
Le 6 septembre 1985, le Douglas DC-9 assurant le vol Midwest Express Airlines 105, un vol intérieur régulier reliant Madison à Atlanta, avec une escale prévue à Milwaukee, s'écrase dans un champ à Oak Creek, dans le Wisconsin, peu après son décollage de l'aéroport international General Mitchell de Milwaukee. Aucun des 31 passagers et membres d'équipage ne survit à l'accident.
L'équipe du Conseil national de la sécurité des transports (NTSB), chargée de l'enquête, conclut que malgré la panne du moteur droit, survenue peu après le décollage, l'avion était toujours contrôlable et que la réaction de l'équipage à cette panne demeure la principale cause de l'accident. L'équipage n'a pas réussi à contrôler correctement l'avion pendant cette situation d'urgence, entraînant un décrochage et une perte de contrôle à basse altitude. Le manque de coordination de l'équipage dans le poste de pilotage et la surveillance insuffisante de la compagnie aérienne par la Federal Aviation Administration (FAA) ont également contribué à l'accident.

## Contexte

### Avion

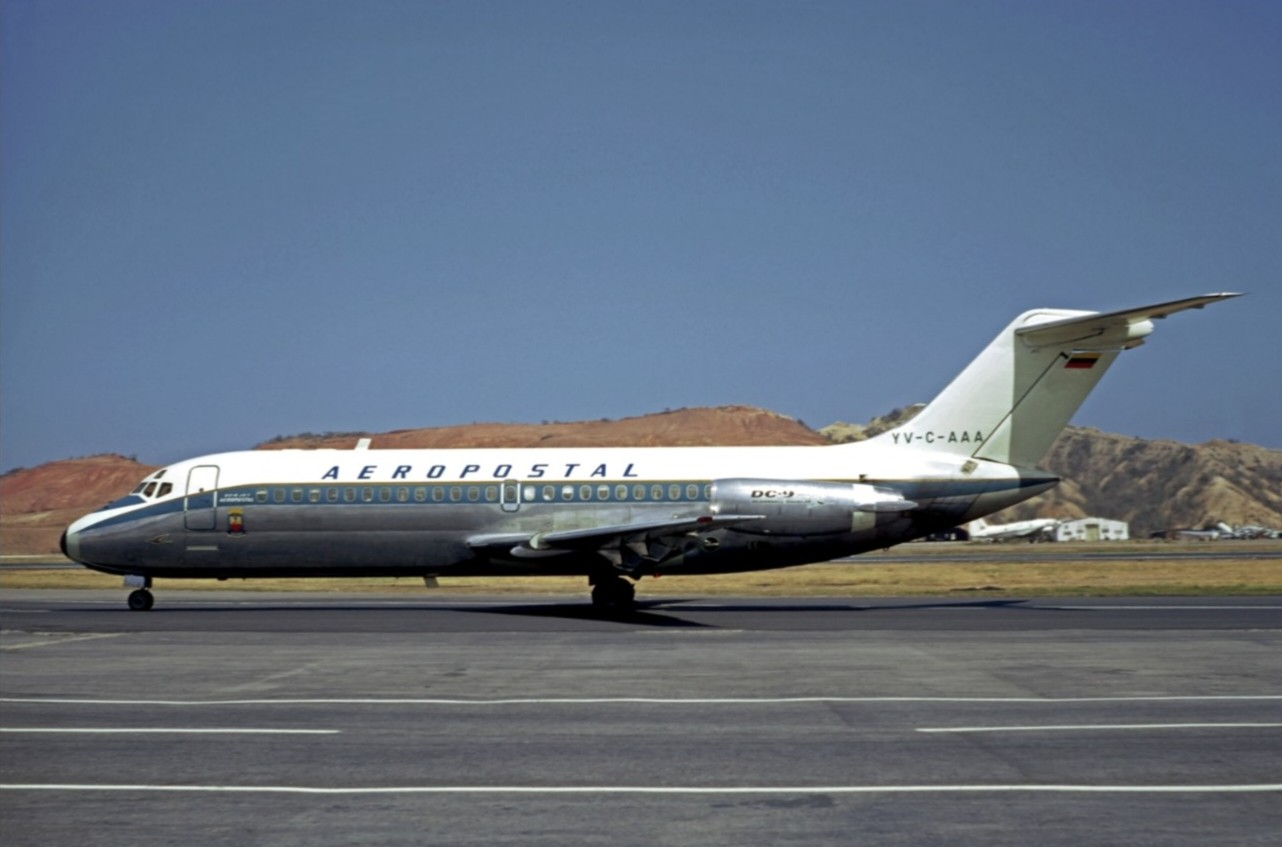
Le DC-9 impliqué dans l'accident, alors qu'il opérait pour Linea Aeropostal Venezolana (YV-C-AAA), ici en mars 1972.

L'appareil impliqué était un Douglas DC-9-14, immatriculé N100M (numéro de série 47309/393), fabriqué en 1968 et livré à Linea Aeropostal Venezolana, avec comme première immatriculation YV-C-AAA. 
En 1976, il a été vendu à Aerovias Venezolanas SA, qui l'a ensuite vendu en 1983 à K-C Aviation (le propriétaire de Midwest Express Airlines). 
Ce biréacteur court/moyen-courrier est propulsé par deux moteurs Pratt & Whitney JT8D-7B et cumule un total de 31 892 heures de vol et 48 903 cycles (décollages/atterrissages) au moment de l'accident.

### Passagers et équipage
Le vol 105 transportait 27 passagers et 4 membres d'équipage. La plupart des passagers sur ce vol étaient des hommes d'affaires se rendant à Atlanta pour le travail ; six passagers étaient également des employés de Kimberly-Clark, l'entreprise américaine dont K-C Aviation était alors une de ses filiales. Les deux hôtesses de l'air en cabine étaient Sharon Ann Herb (24 ans) et Amy Marie Bain (21 ans).
Au lieu d'un commandant de bord et d'un copilote, le personnel navigant technique (PNT) sur ce vol était composé de deux commandants de bord.
Le premier commandant de bord sur ce vol était Danny Watkin Martin (31 ans). Il a été embauché par Midwest Express Airlines en 1984, en tant que copilote. Il a été promu commandant en 1985 et totalisait 4 600 heures de vol à son actif, dont 1 000 heures sur DC-9 (600 heures de vol en tant que copilote et 500 heures en tant que commandant de bord). Avant d'être employé chez Midwest Express Airlines, il était pilote privé sur un Beechcraft 90 King Air.
Le deuxième commandant de bord (bien qu'agissant en tant que copilote sur ce vol) était William Roger Weiss (37 ans). Il a été embauché par la compagnie aérienne en 1984 et a ensuite reçu sa qualification sur DC-9. À l'époque, il avait accumulé 5 197 heures de vol, dont 1 640 heures sur DC-9 (500 heures en tant que copilote du DC-9 et 1 140 heures en tant que commandant de bord). Il était un ancien employé de KC Aviation, la société mère de Midwest Express Airlines. Le commandant Weiss était également un ancien pilote de l'US Air Force, pour lequel il pilotait des F-4 Phantom II.

## Accident
Le vol 105 a décollé à 15 h 20, avec 27 passagers et 4 membres d'équipage. Le DC-9 a décollé de la piste 19R de l'aéroport international General Mitchell de Milwaukee et entamé son trajet vers l'aéroport international Hartsfield-Jackson d'Atlanta, en Géorgie. Avant ce vol, l'avion avait déjà été effectué le vol 206, depuis Madison, dans le Wisconsin, avec le même équipage.
À 15 h 21, lors de sa montée initiale, à une altitude de 700 pieds (213 m) au-dessus du sol, le moteur droit explose, ce qui a violemment secoué l'appareil. Le vol 105 a alors reçu l'ordre du contrôle aérien de virer vers le cap 175. À ce stade, le contrôleur aérien a pu voir que de la fumée et des flammes émanaient du moteur droit, avec des parties du moteur de l'avion tombant au sol.
Le copilote Weiss a alors déclaré une urgence. L'avion est alors monté avec un angle d'attaque plus élevé que la normale. En raison de cet angle d'attaque élevé, la vitesse air de l'appareil a diminué de manière significative. Il a commencé à prendre du roulis vers la droite, puis a cessé de prendre de l'altitude et s'est brusquement incliné sur la droite à un angle de 90°, avant d'entrer en décrochage, de se retourner sur le dos et de s'écraser dans un champ, à quelques centaines de mètres de la piste 19R. L'avion a été littéralement pulvérisé par la force de l'impact et l'incendie qui a suivi, ne laissant aucun survivant parmi les 31 personnes à bord.

## Enquête
Une centaine de témoins oculaires au sol ont déclaré avoir vu des flammes et de la fumée s'échapper du moteur droit peu après l'explosion initiale et que certaines pièces de l'avion se sont détachées et sont tombées au sol. Ils ont également déclaré que de fortes détonations ont été entendues en permanence durant toute la séquence de l'accident. Peu de temps après, l'équipage a perdu le contrôle de l'avion et celui-ci s'est écrasé dans le champ à proximité de la piste. Les enquêteurs du NTSB ont alors élaboré plusieurs scénarios possibles quant à ce qui aurait pu provoquer la perte de contrôle de l'avion.
L'explosion a été provoquée par le détachement d'une entretoise amovible, située entre la 9e et la 10e turbine dans le compresseur du moteur droit, lors du décollage, ce qui a gravement endommagé le moteur. Il s'avère que cette pièce a rompu en raison de sa vulnérabilité à la fatigue du métal. Le NTSB a conclu que, malgré la panne moteur de l'avion, il était toujours contrôlable et que la réaction de l'équipage à cette panne est la principale cause de l'accident du vol 105.
Dans les premières secondes qui ont suivi l'explosion, le vol 105 a violemment penché à droite, puis à gauche. En réponse, le pilote aux commandes a utilisé la gouverne de direction pour contrer les mouvements de l'avion. L'examen des données de vol a permis de conclure que l'avion était facilement contrôlable et qu'il pouvait toujours être contrôlé correctement sans action sur la gouverne de direction. De plus, l'équipage a effectué une action à cabré, relevant ainsi le nez de l'avion.
L'équipage a peut-être mal perçu la nature de l'urgence. L'explosion du moteur ayant entraîné la brusque perte de poussée du moteur droit, la vitesse de l'avion a alors diminué. Cette décélération rapide a fait croire à l'équipage que l'avion était en train de piquer du nez, ce qui peut expliquer pourquoi l'équipage a fait cabrer l'avion, alors qu'en réalité, il volait avec les ailes à plat. Ce phénomène est connu sous le nom d'illusion somatogravique. Cependant, au lieu de régler la situation, l'action à cabré effectuée par l'équipage n'a fait que provoquer une décélération encore plus importante de l'avion. Les pilotes ont peut-être souffert de désorientation spatiale immédiatement après la panne du moteur droit.

Animation représentant un « décrochage accéléré », similaire à celui du vol 105.

Le NTSB a noté que l'utilisation inappropriée des commandes de vol par les pilotes a fait que l'avion s'est incliné vers la droite à un angle si prononcé que l'avion a alors subi ce que les enquêteurs appellent un « décrochage accéléré », conduisant à une perte totale du contrôle de l'appareil.
Au cours de cette situation d'urgence, le commandant Martin a demandé au copilote Weiss de lui fournir les mesures des instruments de bord. Cependant, ce dernier n'a répondu à aucune de ses questions ou remarques. Étant donné qu'une urgence s'était produite à bord de l'avion, le copilote aurait dû intervenir et collaborer avec le commandant afin de gérer l'urgence correctement.
L'absence de réponse du copilote a peut-être encore plus perturbé les actions du commandant. Les enquêteurs du NTSB ont déclaré que le copilote aurait également pu être perturbé par les informations affichées sur ses instruments. Ils ont également déclaré que le comportement de Weiss aurait pu être influencé par la politique du « cockpit silencieux » de Midwest Express Airlines.
À l'époque, la compagnie aérienne attendait de ses pilotes qu'ils adhèrent à une procédure non officielle appelée le « cockpit silencieux », selon laquelle les pilotes n'effectueraient pas d'appels inutiles, ni même ne verbaliseraient la nature d'une urgence après 100 nœuds (190 km/h) et avant d'atteindre une altitude de 800 pieds (240 m). Or, l'urgence survenue à bord du vol 105 ce jour-là a commencé à environ 700 pieds (210 m) au-dessus du sol, ce qui signifie que la règle du « cockpit silencieux » était en vigueur à ce moment-là. Les enquêteurs ont déclaré que les pilotes auraient dû travailler ensemble immédiatement, car une urgence survenant à basse altitude est plus dangereuse que si elle s'était produite en altitude. Avec cette règle du « cockpit silencieux », la capacité de l'équipage à travailler efficacement ensemble aurait été largement entravée. Cette règle entrait directement en conflit avec les réglementations de la Federal Aviation Administration (FAA) et aurait donc dû être interdite par la FAA.
Quelques secondes après la panne du moteur droit, le commandant Martin a appliqué les actions appropriées sur les commandes de l'avion. Cependant, il n'était pas sûr de la situation réelle du vol 105 à ce moment-là. En raison de cela, il a alors demandé l'aide du copilote Weiss. Le NTSB, dans son rapport, a déclaré qu'il avait peut-être demandé l'aide du copilote car il était beaucoup plus ancien et avait plus d'expérience sur le DC-9 ; il a peut-être pensé que Weiss était bien plus compétent que lui pour identifier la nature de l'urgence. Or, celui-ci n'a répondu à aucune des remarques et questions de Martin.
Sur la base des preuves provenant de l'enregistreur phonique (CVR), les enquêteurs pensent que le copilote a effectivement entendu les questions et les remarques du commandant, mais les a toutes ignorées pour une raison quelconque. Il n'était pas dans l'incapacité de réagir, car les données du CVR indiquent qu'il a communiqué avec la tour de l'aéroport de Milwaukee, pendant que le commandant Martin lui posait des questions sur les informations affichées sur les instruments de l'avion.
Le commandant Martin était le principal responsable de la gestion de l'urgence et de la prise de mesures correctives. Cependant, l'urgence aurait dû être gérée par les deux hommes travaillant ensemble et en équipe. Le copilote Weiss aurait dû l'aider à réagir et à diagnostiquer le problème survenu à bord.
Le NTSB a alors conclu que le manque de coordination de l'équipage était l'une des principales causes de l'accident du vol 105, l'une des causes possibles étant également leur inexpérience – seulement 2 640 heures de vol à eux deux sur le DC-9.
Le manque d'expérience d'un inspecteur de la FAA, chargée de la surveillance des opérations de vols de Midwest Express Airlines, a peut-être conduit à ce que la philosophie du « cockpit silencieux » soit approuvée par la FAA sans examen approprié. Cette philosophie était en effet contraire à la procédure standard approuvée par la FAA. S'il avait eu plus d'expérience, il aurait peut-être reconnu que ce concept comportait de nombreux défauts, alors que la compagnie aérienne l'enseignait déjà à ses pilotes.

## Médias
L'accident a fait l'objet d'un épisode dans la série télévisée Air Crash nommé « Ascension fatale » (saison 25 - épisode 7).